# تشارلز إدوارد جينينغز
تشارلز إدوارد جينينغز (بالفرنسية: Charles Édouard Jennings de Kilmaine)‏ هو عسكري فرنسي، ولد في 19 أكتوبر 1751 في دبلن في جمهورية أيرلندا، وتوفي في 11 ديسمبر 1799 في باريس في فرنسا.